# Zitzentauchmittel
Ein Zitzentauchmittel ist eine Arzneiform, die als Tierarzneimittel Anwendung findet. Zitzentauchmittel liegen üblicherweise als Lösung vor, wobei sie gegebenenfalls vor der Anwendung verdünnt werden müssen. Die Zitzen des zu melkenden Tieres werden entweder vor oder nach dem Melken in die Lösung eingetaucht. Der Zweck des Tauchmittels liegt darin, die Anzahl pathogener Mikroorganismen an den Zitzen zu reduzieren. Außerdem wird die Haut durch die Befeuchtung erweicht. Darüber hinaus soll die Anwendung das Abheilen von Läsionen fördern, da sich dort Bakterien ansammeln könnten.